# جيسيكا جيروم
جيسيكا جيروم (بالإنجليزية: Jessica Jerome)‏ هي متزلجة قفز أمريكية، ولدت في 8 فبراير 1987 في جاكسونفيل في الولايات المتحدة.

## وصلات خارجية
- جيسيكا جيروم على موقع الاتحاد الدولي للتزلج (القفز التزلجي) (الإنجليزية)
- جيسيكا جيروم على موقع اللجنة الأولمبية الدولية (الإنجليزية)
- جيسيكا جيروم على موقع أوليمبيديا (الإنجليزية)